# Bruno Alves
Bruno Eduardo Regufe Alves vagy egyszerűen Bruno Alves (Póvoa de Varzim, 1981. november 27. –) portugál labdarúgó, jelenleg a görög AÉK Athén sportigazgatója. Posztját tekintve belső védő.

## Klub karrierje
1999 és 2002 között a Porto B csapatában szerepelt javarészt. A 2002–03-as idényben a Farense csapatához, majd a 2003–04-es szezonban a Vitória Guimarães-hez került kölcsönbe. 2005-ben szintén kölcsönjátékosként 27 mérkőzésen erősítette a görög AÉK Athént. 
A 2005–06-os bajnokságot már a Porto játékosaként kezdte. Egészen 2010-ig a Porto játékosa volt, ahol 119 mérkőzésen 14 gólt szerzett.
2010. augusztus 3-án az orosz Zenyit Szankt-Petyerburghoz írt alá 22 millió € ellenében.
2010. október 30-án megszerezte első gólját új csapata színeiben egy AÉK elleni Európa-liga mérkőzésen.

## Válogatott
Luis Felipe Scolari kapitánysága idején 2007 júniusában egy Kuvait elleni barátságos mérkőzésen debütált a portugál válogatottban. Részt vett a 2008-as Európa-bajnokságon.
A 2010-es vb selejtezőiben 2009. június 6-án a hosszabbításban fontos gólt szerzett Albánia ellen, amivel 2–1-re megnyerték a mérkőzést. A világbajnokságon –ahol a portugálok a legjobb 16 közé jutottak– minden mérkőzést végig játszott.
A 2012-es Európa-bajnokságon a portugálok összes mérkőzésen pályára lépett. Pepével együtt játszották végig az összes mérkőzést a védelem tengelyében. A spanyolok elleni elődöntőben tizenegyesrúgásokkal dőlt el a továbbjutás. Alvesnek nem sikerült értékesítenie a büntetőjét, így összesítésben 4–2-re el bukták a büntetőpárbajt.

## Sikerei, díjai
Porto
- Portugál bajnok: 2005-06, 2006-07, 2007-08, 2008-09
- Portugál kupa: 2005–06, 2008–09, 2009–10
- Portugál szuperkupa: 2006, 2009

Zenyit
- Premjer liga: 2010, 2011–12

Portugália
- Európa-bajnok (1): 2016

## Klubstatisztika
| Klub      | Szezon  | Primeira Liga | Primeira Liga | Taça de Portugal | Taça de Portugal | Ligakupa | Ligakupa | UEFA  | UEFA  | Összesen | Összesen |
| Klub      | Szezon  | Mérk.         | Gólok         | Mérk.            | Gólok            | Mérk.    | Gólok    | Mérk. | Gólok | Mérk.    | Gólok    |
| --------- | ------- | ------------- | ------------- | ---------------- | ---------------- | -------- | -------- | ----- | ----- | -------- | -------- |
| Porto B   | 1999/00 | 2             | 0             | 0                | 0                | -        | -        | 0     | 0     | 2        | 0        |
| Porto B   | 2000/01 | 36            | 6             | 0                | 0                | -        | -        | 0     | 0     | 36       | 6        |
| Porto B   | 2001/02 | 17            | 2             | 0                | 0                | -        | -        | 0     | 0     | 17       | 2        |
| Farense   | 2001/02 | 15            | 0             | 0                | 0                | -        | -        | 0     | 0     | 15       | 0        |
| Farense   | 2002/03 | 31            | 3             | 2                | 0                | -        | -        | 0     | 0     | 33       | 3        |
| Guimarães | 2003/04 | 25            | 1             | 1                | 0                | -        | -        | 0     | 0     | 26       | 1        |
| AÉK       | 2004/05 | 27            | 0             | 0                | 0                | -        | -        | 5     | 0     | 32       | 0        |
| Porto     | 2005/06 | 7             | 0             | 1                | 0                | -        | -        | 3     | 0     | 11       | 0        |
| Porto     | 2006/07 | 28            | 2             | 0                | 0                | -        | -        | 8     | 0     | 36       | 2        |
| Porto     | 2007/08 | 27            | 2             | 2                | 0                | 0        | 0        | 8     | 0     | 37       | 2        |
| Porto     | 2008/09 | 30            | 5             | 4                | 0                | 1        | 0        | 10    | 1     | 44       | 6        |
| Porto     | 2009/10 | 27            | 5             | 2                | 0                | 0        | 0        | 6     | 1     | 35       | 5        |
| Total     |         | 260           | 24            | 11               | 0                | 1        | 0        | 40    | 2     | 312      | 26       |